# La Berrichonne de Châteauroux 2011-2012
Questa voce raccoglie le informazioni riguardanti La Berrichonne de Châteauroux nelle competizioni ufficiali della stagione 2011-2012. 

## Rosa
| N. |                       | Ruolo | Calciatore             |
| -- | --------------------- | ----- | ---------------------- |
| 1  | Francia (bandiera)    | P     | Vincent Fernandez      |
| 2  | Mali (bandiera)       | D     | Boubacar Sylla         |
| 3  | Capo Verde (bandiera) | D     | Fernando Neves         |
| 5  | Francia (bandiera)    | D     | Jordan Fauque          |
| 6  | Francia (bandiera)    | D     | Romain Reynaud         |
| 7  | Francia (bandiera)    | C     | Ahmed Kashi            |
| 8  | Francia (bandiera)    | C     | Yohan Hatecour         |
| 9  | Francia (bandiera)    | A     | Kévin Dupuis           |
| 10 | Francia (bandiera)    | A     | Jean-Jacques Mandrichi |
| 11 | Francia (bandiera)    | A     | Jérôme Lafourcade      |
| 13 | Francia (bandiera)    | D     | Rémi Fournier          |
| 14 | Camerun (bandiera)    | C     | Marcel Essombe         |
| 15 | Francia (bandiera)    | C     | Amara Baby             |

| N. |                    | Ruolo | Calciatore           |
| -- | ------------------ | ----- | -------------------- |
| 16 | Francia (bandiera) | P     | Mickael Caradec      |
| 17 | Francia (bandiera) | D     | Anthony Scaramozzino |
| 18 | Francia (bandiera) | A     | Abdoulaye Baldé      |
| 19 | Francia (bandiera) | D     | Claudio Beauvue      |
| 20 | Francia (bandiera) | C     | Akim Orinel          |
| 21 | Francia (bandiera) | C     | Thibault Moulin      |
| 22 | Francia (bandiera) | C     | Maxim Bourgeois      |
| 23 | Guinea (bandiera)  | C     | Mohamed Sylla        |
| 24 | Francia (bandiera) | D     | Romain Inez          |
| 28 | Francia (bandiera) | D     | Elie Dohin           |
| 29 | Francia (bandiera) | C     | Romain Grange        |
| 30 | Francia (bandiera) | P     | Jonathan Millieras   |